# 包公祠 (合肥)
31°51′29.19″N 117°17′07.18″E / 31.8581083°N 117.2853278°E
合肥包公祠是合肥祭祀包拯的专祠，位于合肥市庐阳区，是中国各地包公祠中延续时间最长的。全称为“包孝肃公祠”，“孝肃”，是宋仁宗在包公死后赐给他的谥号。1961年包公祠被列为安徽省省级重点文物保护单位，1981年被重新公布为第一批省级文物保护单位。 1986年，新的包公墓在包公祠旁边建成。

## 历史
宋朝时，宋仁宗要把巢湖赐给包拯（另有说法是将半个庐州城赐给包拯），但是包拯不愿接受，只要了合肥南边的一段护城河，后来包拯的后人一直在这里生活，合肥人便把这里称为包河。包河上原有一座岛，叫做“香花墩”，又叫“包墩”，包公祠开始就建于这座岛上。《庐州府志》中称：“香花墩，在城东南门外濠中，是包公青少年读书处，本为公祠，蒲苇数重，鱼凫上下，长桥径渡，竹树阴翳。” 明朝弘治元年（1488年），庐州知府将原来岛上的小庙拆除，改建为“包公书院”，并称小岛为“香花墩”。1539年，御史杨瞻将其改名为“包公祠”。
太平天国运动中，包公祠毁坏，光绪八年（1882年），李鸿章筹白银2800两加以重建，并且增加两院。李鸿章的哥哥，湖广总督李瀚章，在享堂挂上了“色正芒寒”的横匾，李鸿章又写了《重修包孝肃公祠记》刻在祠堂后的石头上。
20世纪初战火不断，包公祠失修。包河河床淤塞，南岸变成了墓地。中华人民共和国成立后合肥市政府规划在包河附近修建公园，1954年成立了包河公园修建委员会。此后移走了墓地，在两岸进行园林建设，1956年重修了包公祠，并且将岛连上河岸。文化大革命中包公祠遭到严重破坏，多数雕像被毁。1979年以后被重修，1984年合肥市政府开始利用护城河的水道和周围公共景区修建环城公园，包公祠的建筑被点灯亮化。

## 主要建筑

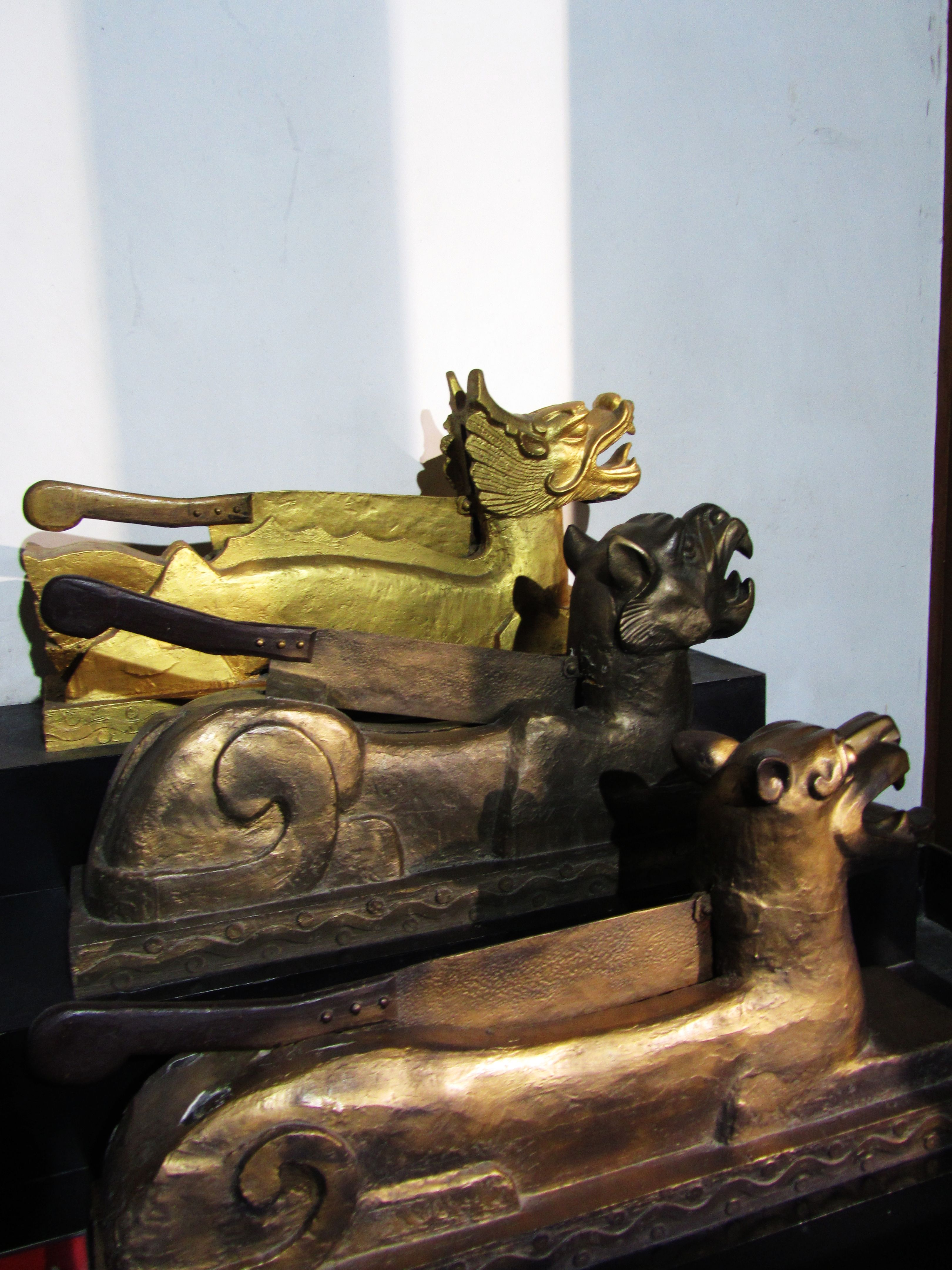
龍頭鍘、虎頭鍘和狗頭鍘

### 大门
包公祠的主体是三合院建筑，大门上有“忠贤将相”、“道德名家”的对联，两侧还有侧门，侧门上分别写着“顽廉”、“懦立”。

### 正殿
正殿又称享堂，内有有包公雕像和王朝、马汉、张龙、赵虎四大护卫的站立塑像。正上方悬挂的是李瀚章写的“色正芒寒”的横匾。左边是清乾隆年间庐州知府肖登山所题“节亮风清”的匾额，右边是光绪年间左锡旋所题“庐阳正气”的匾额。摆在右侧的还有摆在大堂一侧的三把铜铡：龍頭鍘、虎頭鍘和狗頭鍘，这是包公公正的象征。例外还有陈列包氏家谱和合肥历史的陈列品。

### 廉泉亭
位于东侧，1966年底拆除，1980年重建。亭中有一口井，光绪二十八年（1902年）举人李国蘅作《香花墩井亭记》，刻于石碑上。文中有一个故事称有位太守喝了井里的水头疼，后来被发现是贪官。于是有了井水可以判别官员贪污与否的传说。合肥啤酒厂以前生产的啤酒被称“廉泉牌”，名称就是从此而来。

### 流芳亭
原来叫做流芳台，相传是包公读书的地方。后来建筑物被毁，1981年重新仿建。